# آلبرت هاموند (بازیکن فوتبال)
آلبرت هاموند (انگلیسی: Albert Hammond؛ ۵ فوریه ۱۹۲۴ – ۱۴ فوریهٔ ۱۹۸۹) بازیکن فوتبال اهل بریتانیا بود.
از باشگاه‌هایی که در آن بازی کرده‌است می‌توان به باشگاه فوتبال کویینز پارک رنجرز اشاره کرد.